# 竹塘慈航宮
23°51′20″N 120°25′40″E / 23.855453°N 120.427661°E
竹塘慈航宮，是位於臺灣彰化縣竹塘鄉竹元村、台19線旁的廟宇，建立緣起於1981年4月20日當地的車禍。

## 建立
1981年4月20日下午，板橋市北海寺新塑一尊五尺七寸高、重達一千多台斤的觀世音菩薩聖像，委為雲林縣台西鄉靈山寺到台西海埔地取海水開光點睛。由蔡助田駕駛小貨車載著北上運回板橋，途經竹塘鄉台19線31.5公里至31.6公里之間的彎道意外翻車。
竹塘慈航宮的詹伯言表示，當時車上的小貨車司機及2名成人、3名女童乘客都未受傷，自行從車下爬出脫困，北海寺人員趕到現場後，雖雇用吊車要將神像吊到另一輛車運回板橋，但一開始卻不能如願，直到再向菩薩懇求能讓他們迎回，他日再將另一尊鎮殿菩薩暫留該地供民眾參拜，才得以如願，因此當地信徒認為菩薩有意選擇該地顯靈。
當地鄉民在觀音像搬離的第二天早晨，就到雲林縣麥寮鄉雕刻一尊菩薩，安放原處接受信徒膜拜，並用帆布建立簡陋廟宇，燒香獻金紙。車禍發生地的地主詹子文，得知消息從台北返鄉，決定把1分多稻田捐出蓋廟，連同毗鄰的3塊田地地主也響應捐地，再加上鄉內的砂石廠贊助土石填築基地，很快就湊足慈航宮新建資金與土地。信徒也義務勞動填土，不到兩天半時間完成整地。
因廟址原先為農業用地，變更困難，在前任鄉長劉樹林支持下終於完成合法變更手續。廟宇設計師梁紹英回憶在他南征北討的紀錄中，最讓他疲於奔命的是此廟，光是從他家鄉屏東跑彰化，就跑了七十多趟。建築為地下一層、地上四層，占地六百坪，自1982年動工興建以來，歷經七年時間完成第一期主體工程，所需經費由全台各地信徒捐獻。
1988年12月23日，舉行入火安座儀式，由大型吊車將一千多台斤觀音菩薩像吊起過火，再用堆高機載送正殿安座。數以千計信徒觀禮，為竹塘鄉數十年來最壯觀的廟會活動。華視還在次年1月3日下午播出的電視節目《年年如意》詳細介紹人火安座大典整個過程。
《聯合報》當年報導的剪報，也經由管委會依原文編排式樣雕刻在紀念碑。由地主詹子文擔任管委會主任委員。約1990年左右再收購廟前廣場，作為停車場、興建公廁與宮牆。廟址在光明路249-1號。

## 祭祀
另還供奉玉皇大帝、九天玄女等，為當地的信仰中心，香火鼎盛。
一次當地派出所陳姓副所長急性腦中風昏迷，其親友、所長與多位竹塘鄉民將近3百人一起到觀音神像前下跪祈福。

## 外部連結
- 官方网站
- 海外華人的觀音慈航廟 （页面存档备份，存于）